# St. Maria Himmelfahrt (Bad Muskau)

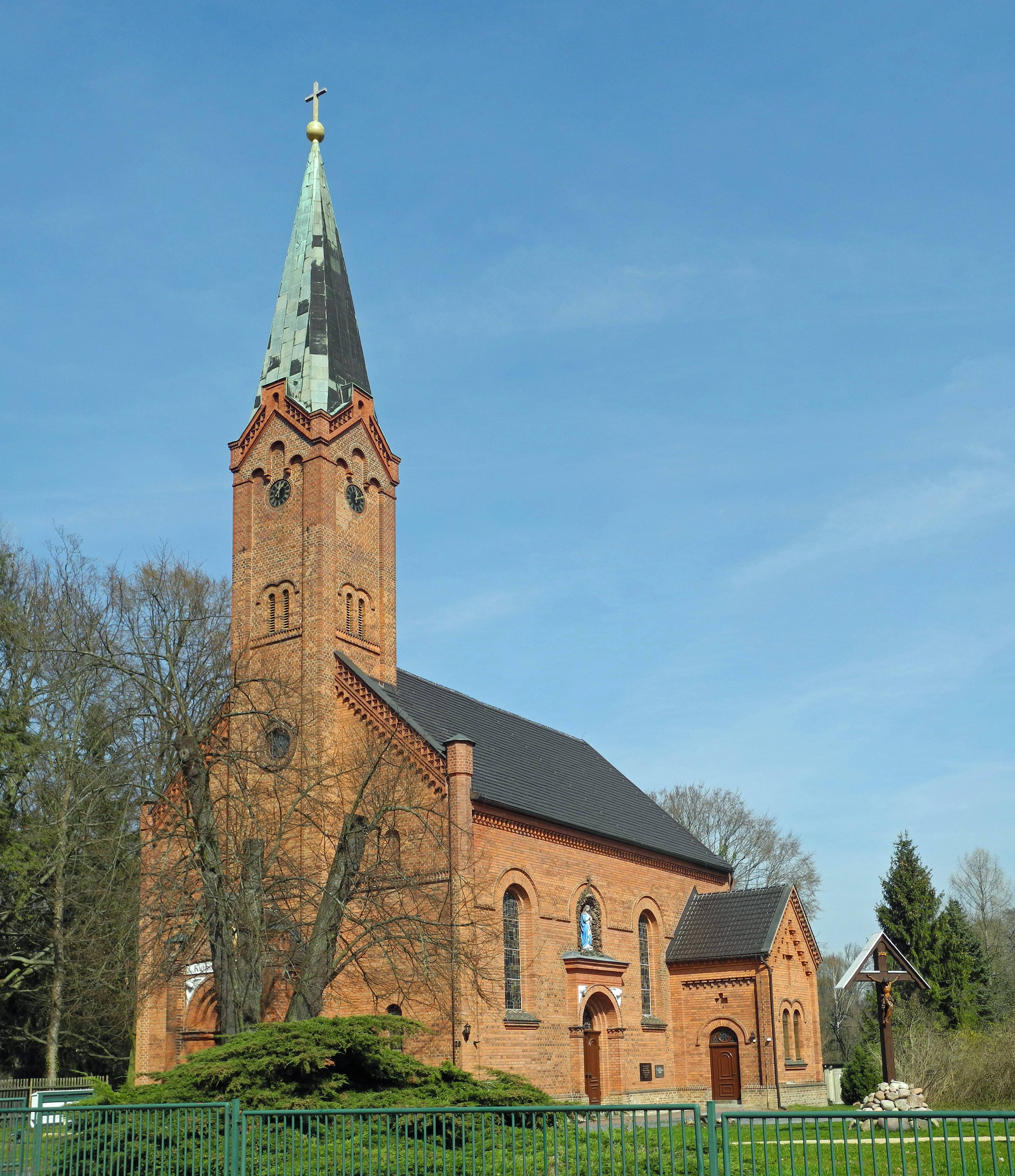
St. Maria Himmelfahrt zu Bad Muskau (2019)

Die Pfarrkirche St. Maria Himmelfahrt ist das römisch-katholische Kirchengebäude in der Stadt Bad Muskau im Landkreis Görlitz in der sächsischen Oberlausitz. Sie gehört zur Pfarrei Hl. Kreuz Weißwasser im Dekanat Görlitz-Wittichenau des Bistums Görlitz. Das Gebäude steht unter Denkmalschutz.

## Geschichte und Architektur

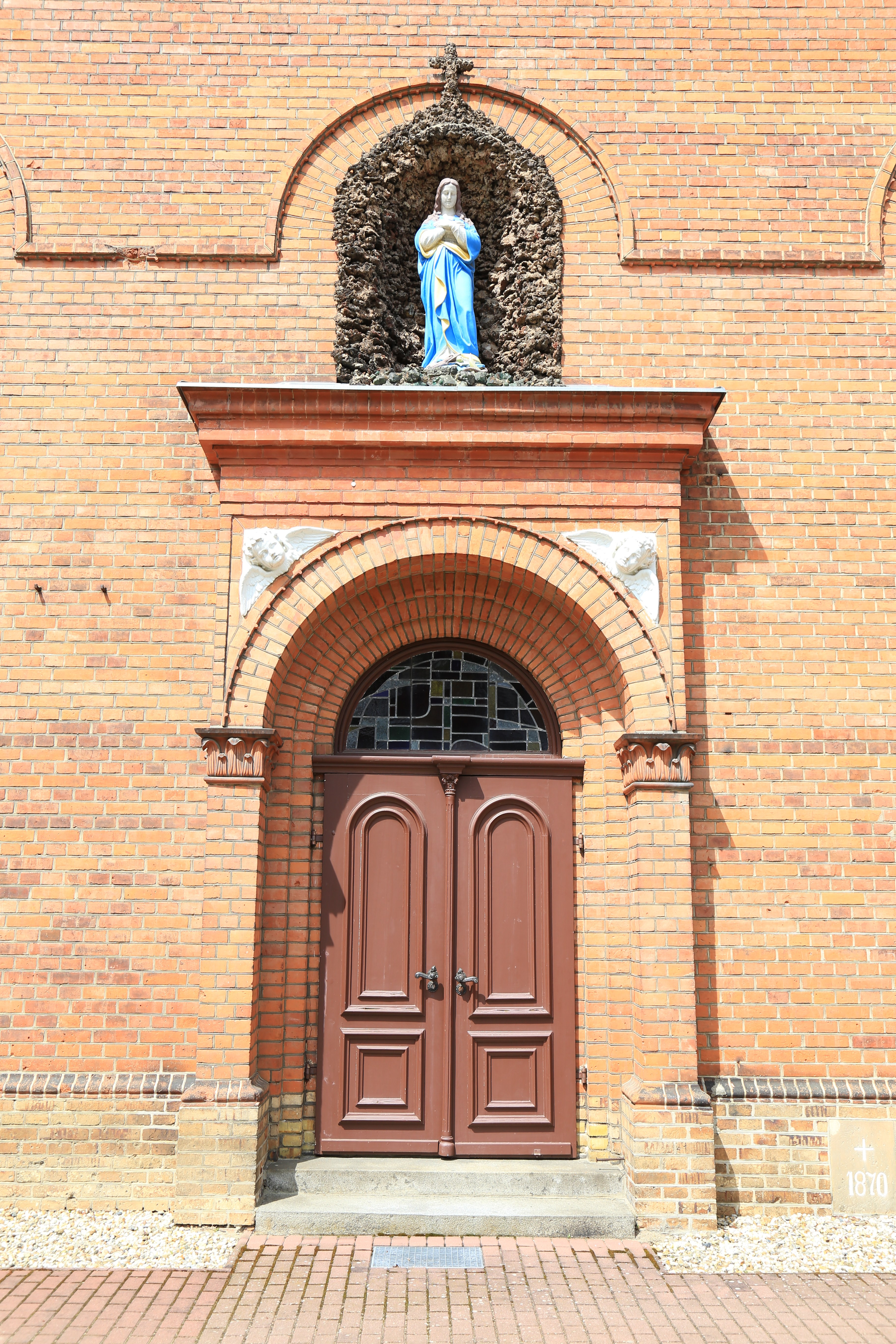
Südliches Eingangsportal mit Marienfigur (2017)

Nach der Reformation waren die Bewohner von Muskau überwiegend evangelischer Konfession; die wenigen römisch-katholischen Einwohner besuchten seitdem die Kirche im östlich der Lausitzer Neiße gelegenen Priebus. Um 1853 wurde in Muskau wieder eine katholische Kirchengemeinde gegründet, die ihre Gottesdienste zunächst im Rathaussaal und ab 1857 im neu errichteten Pfarrhaus feierte. 1870 erfolgte die Grundsteinlegung für den Bau der katholischen Kirche, der drei Jahre später fertiggestellt wurde. Sie wurde Mariä Aufnahme in den Himmel geweiht. Die Pfarrei Bad Muskau wurde 2010 mit der Pfarrei Weißwasser vereinigt. 2012 wurde die Kirche saniert.
Die Kirche St. Maria Himmelfahrt ist eine Backsteinkirche im Rundbogenstil. Sie hat einen stark eingezogenen schlanken Westturm auf quadratischem Grundriss. Unterhalb des Turms ist an der Westwand eine kleine Vorhalle mit Dreiecksgiebel und einem rundbogigen Eingangsportal angebaut. Der Giebel des Kirchenschiffs ist mit Rundbogenfries versehen. Der Turm wird durch einen mit Kupferplatten bedeckten Spitzhelm mit Turmkugel und Kreuz abgeschlossen. Das Kirchenschiff hat hohe Rundbogenfenster und ein profiliertes Eingangsportal mit Engelsköpfen in den Zwickeln. Das südliche Eingangsportal ist dem Westportal ähnlich, über dem Eingang befindet sich eine Marienfigur als Immaculata in einer Nische, die der Lourdesgrotte nachempfunden ist. Am östlichen Teil der Südwand ist eine Vorhalle mit Satteldach angebaut. Die Fassade ist mit Zinnenfries gegliedert. An der Ostwand wird die Kirche durch eine fünfseitige Apsis abgeschlossen.